# Hämometra
Als Hämometra (von griech. αἷμα (haima) „Blut“ und μέτρα (metra) „Gebärmutter“) bezeichnet man eine Blutansammlung in der Gebärmutter von Tieren. Bei der Frau wird dies als Hämatometra bezeichnet.

## Entstehung

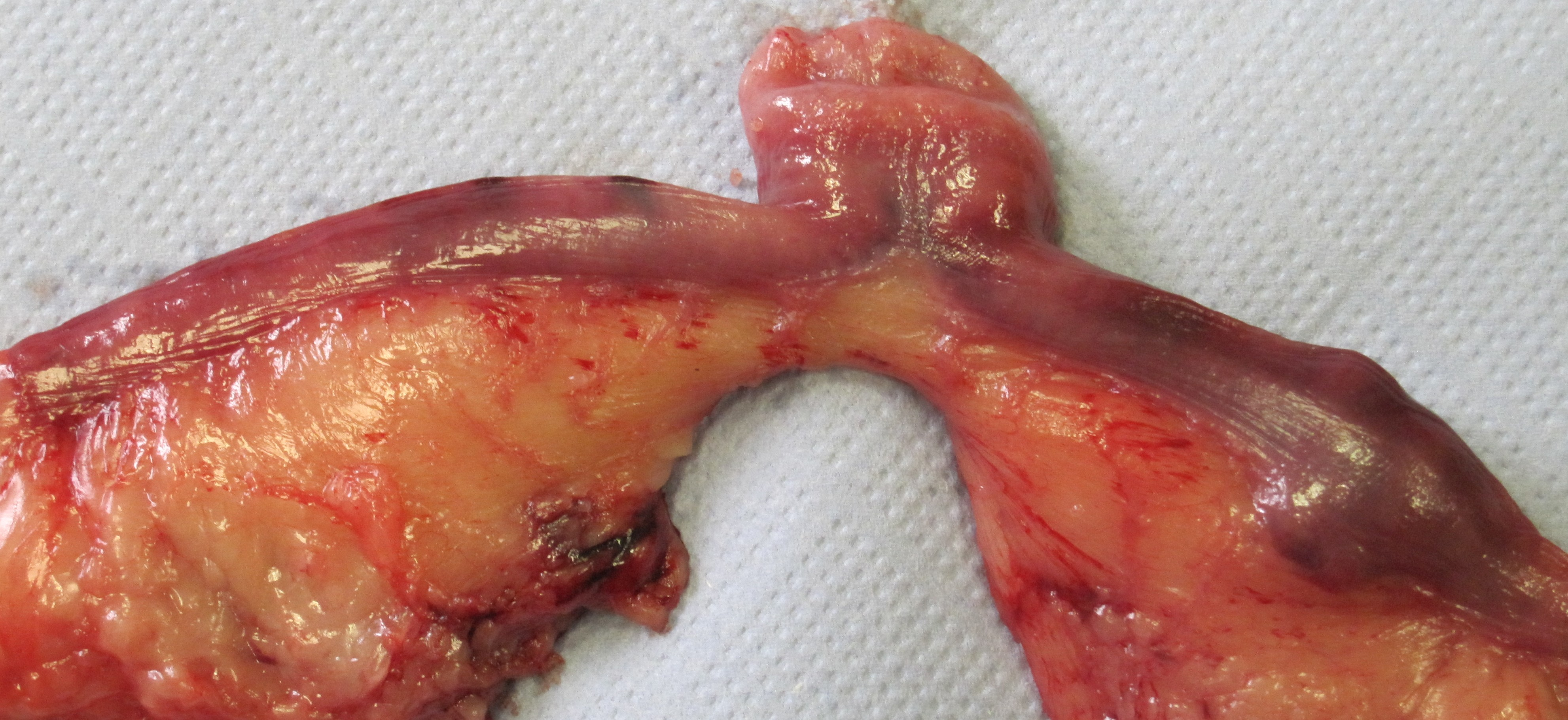
Hämometra infolge eines Adenokarzinoms bei Kaninchen

Bei Hunden entsteht eine Hämometra vor allem nach hormonell bedingten Störungen des Verschlusses der Blutgefäße zwischen Plazenta und Gebärmutter (Uterus) oder Verletzungen der Gebärmutterschleimhaut bei Schwergeburten mit daraus resultierender Uterusblutung. Sie tritt dann in den ersten sechs Wochen nach der Geburt auf. Aber auch Tumoren, geschwürige Gebärmutterentzündungen und hormonell aktive Ovarialtumoren können eine Hämometra auslösen.
Bei Meerschweinchenverwandten und Hasenartigen entwickelt sich eine Hämometra vor allem durch hormonell bedingte Zyklusstörungen über eine glandulär-zystische Hyperplasie des Endometriums und damit unabhängig von Geburten. Bei Hasenartigen können auch Adenokarzinome der Gebärmutter eine Hämometra auslösen.

## Klinisches Bild
Leichtere Formen zeigen sich in vaginalen Blutungen von geringem Ausmaß und rufen keine Störung des Allgemeinbefindens hervor. Bei mittleren Formen können Schmerzen, Abgeschlagenheit und Appetitlosigkeit auftreten.
Eine hochgradige Hämometra ist dagegen ein lebensgefährlicher Notfall. Die Blutung kann zu schweren Allgemeinstörungen mit Anämie, zu einem Schock oder sogar zum Verbluten führen.

## Therapie
Leichte Formen können bei Hunden konservativ angegangen werden. Zum Stoppen der Blutung werden Ergotamin, Oxytozin, Calcium und Vitamin K eingesetzt. Auch die Gabe von Depot-Gestagenen (Medroxyprogesteron, Chlormadinon) ist erfolgversprechend.
Bei schwereren Blutungen, bei Meerschweinchen- und Hasenartigen generell, ist eine Entfernung der Eierstöcke und der Gebärmutter (Ovariohysterektomie) angezeigt. Bei hochgradiger Hämometra und Schocksymptomatik muss zunächst eine Stabilisierung des Kreislaufs erfolgen. Bei ausgeprägter Anämie sind beim Hund unter Umständen vor und nach der Operation Bluttransfusionen notwendig.